# 玉环公共自行车
玉环城区公共自行车服务系统，简称玉环公共自行车系统或玉环公共自行车，是一个于2013年12月投入使用的城市公共自行车系统，服务于中国浙江省玉环市玉城街道。2013年12月27日试运行以来，给当地的交通带来了便利，但出现了一些发展中的问题。2018年10月，新款的“小红车”投入运营，采用无桩定点借还车，基本解决了这一问题。

## 背景
作为中国第一个公共自行车系统，杭州公共自行车系统于2008年5月1日开通试运营，第一批2800辆公共自行车投入使用。今天，杭州公共自行车已成为世界上最大的公共自行车系统之一。
建设公共自行车系统，是玉环县委、县政府的2013年“为民办实事”项目之一。时任县长林先华在2013年3月6日的玉环县第十五届人民代表大会第二次会议上，做了《政府工作报告》，报告内提到：“认真办好为民实事……一是改善城区交通环境……建设公共自行车服务设施”。

## 历史
2013年12月27日开始，玉环城区公共自行车服务系统开始试运行。该系统建设在玉环县主城区（玉城街道），一期计划建设51个公共自行车站点、1200辆自行车、1000个锁车器，选址均在一些人流量大、覆盖面广的地方，每个站点投放自行车20辆左右。2015年，由台州一家公司开发的查询站点租赁情况的微信公众平台上线。虽然这一系统便利了交通，但曾有市民反映，部分公共自行车出现了损坏，后轮挡泥板有不同程度破损，甚至有车座被故意掰弯，且公共自行车经常出现“无车可借”的现象。一些站点出现了“早高峰租车难、晚高峰还车难”，以及“早高峰还车难、晚高峰租车难”的问题。
在城区公共自行车系统的影响下，大麦屿街道、清港镇相继建设公共自行车系统。其中，清港公共自行车为无桩定点公共自行车。为了城区公共自行车出现的问题，2018年7月，玉环公共自行车有机更新工作启动。10月7日到8日，工程全部完工，新款800辆“小红车”投入试运营，并在多个站点新设自行车停放感应条。新的“小红车”与清港公共自行车相似，采用无桩定点式，实现有桩和无桩融合使用，为台州首创。新款的“小红车”外观呈橘红色，且更加轻便，引入了私营共享单车的理念。2018年11月，由玉环市综合行政执法局打造的“自行车地图”微信查询系统上线，关注微信公众号“玉环城市管理”或“玉环市民卡”，即可查看自行车站点、车位数量、可用车数等信息。2019年2月，该系统新增了51个站点。

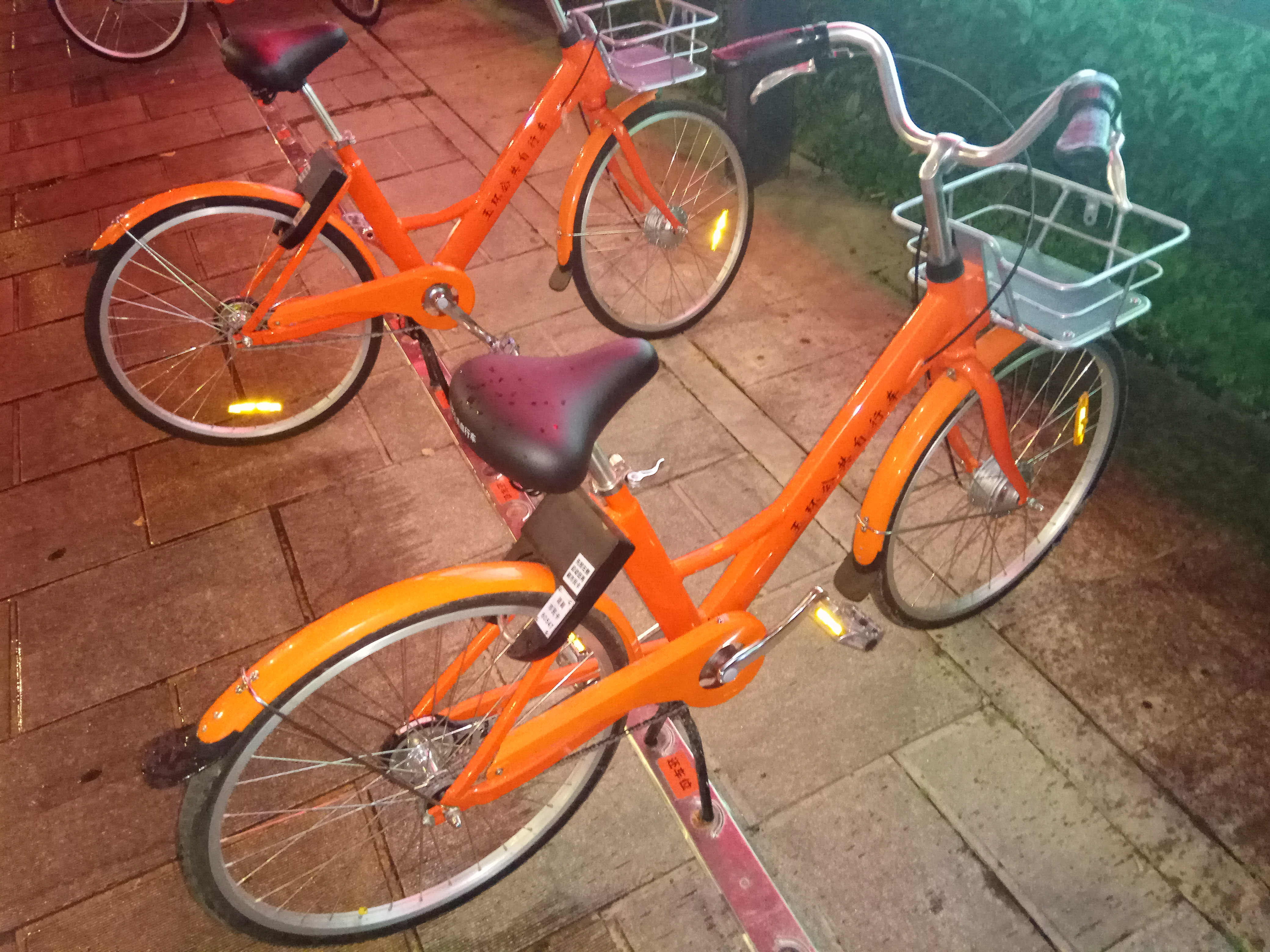
新投放的玉环公共自行车的“小红车”

## 现状
玉环公共自行车系统由玉环市公用事业管理处、玉环市公共资源开发利用有限公司等机构运营。截至2019年2月，玉环公共自行车系统共投放自行车2600辆，设置站点127个；2018年总租车量达118万辆次，日均3230辆次。
玉环市民卡是由当地政府授权发放给玉环居民，用于办理事务和使用社会公共服务的一种智能卡，分为正卡（又称全功能卡）和副卡两种卡。若想使用公共自行车，只需在自己给自己的市民卡用户大钱包内充值，使得余额超过300元，作为租赁保证金；或往副卡内充值超过800元租赁保证金，即可借用车辆。自行车使用过程中，卡内余额会被自动冻结，归还自行车后自动解冻。收费方面则采用免费与阶梯收费相结合的方式，自租车起使用1小时内免费，1-3小时每小时1元，超过3小时每小时3元，超过24小时每小时30元，扣完为止。

新款的“小红车”采用了虚拟桩位和电子锁技术，从而实现无桩定点还车和临时停车；并通过电子锁内置的定位功能，以及每辆车的专属编码，实现了在第一时间内找回丢失的车辆。操作方面，只需将公共自行车停在规定区域内，通过刷卡落锁即可实现快捷借还车。若遇到“无位可还”的情况，可通过移走桩位上的自行车，将需归还的自行车停在挪走后的区域进行还车。车座的调节器增加了扳动式调节以固定车座高度。

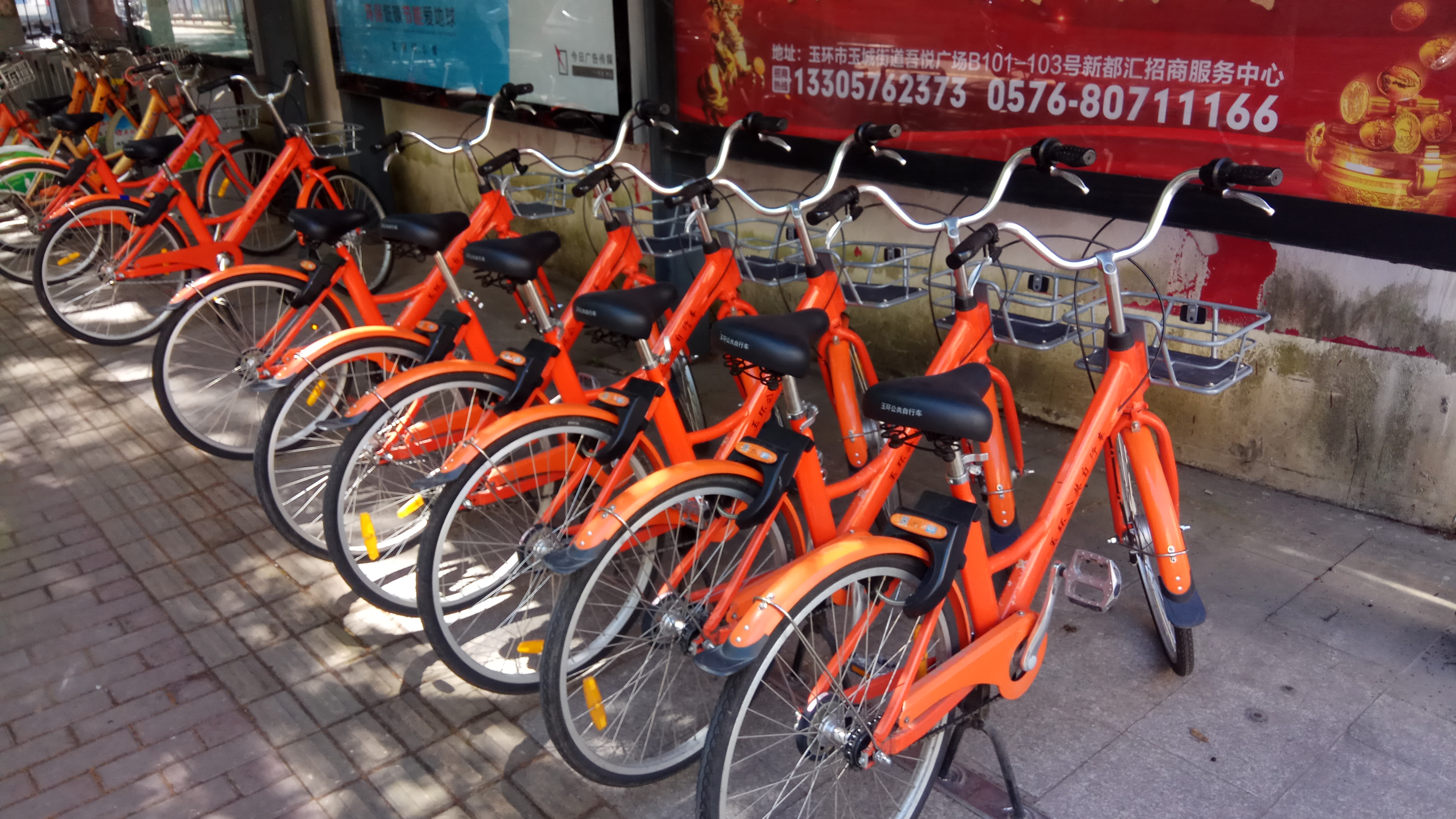
电子锁微调后的“小红车”

运营公司的工作人员会在后台对自行车租赁点进行后台监控，若有租赁点出现空车现象，公司会在20分钟内进行配送。